# Northam (Devon)

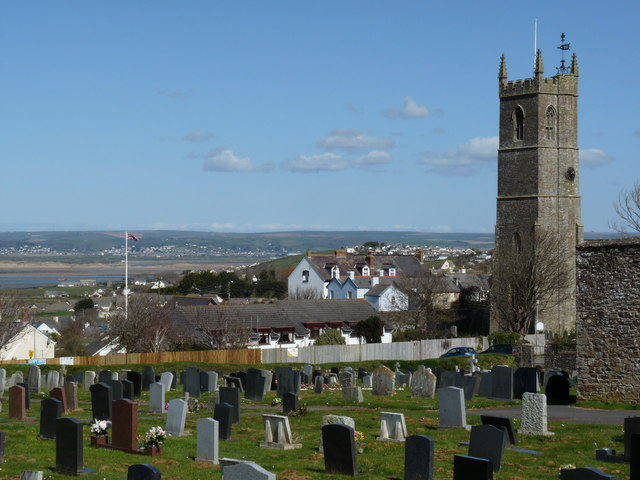
Vista da igreja de Northam

Northam é uma pequena cidade localizada no condado de Devon, Inglaterra. Localiza-se ao norte de Bideford e ao sul de Westward Ho!. Em 2001, a cidade possuia aproximadamente 11.632 habitantes.